# Décembre 2005

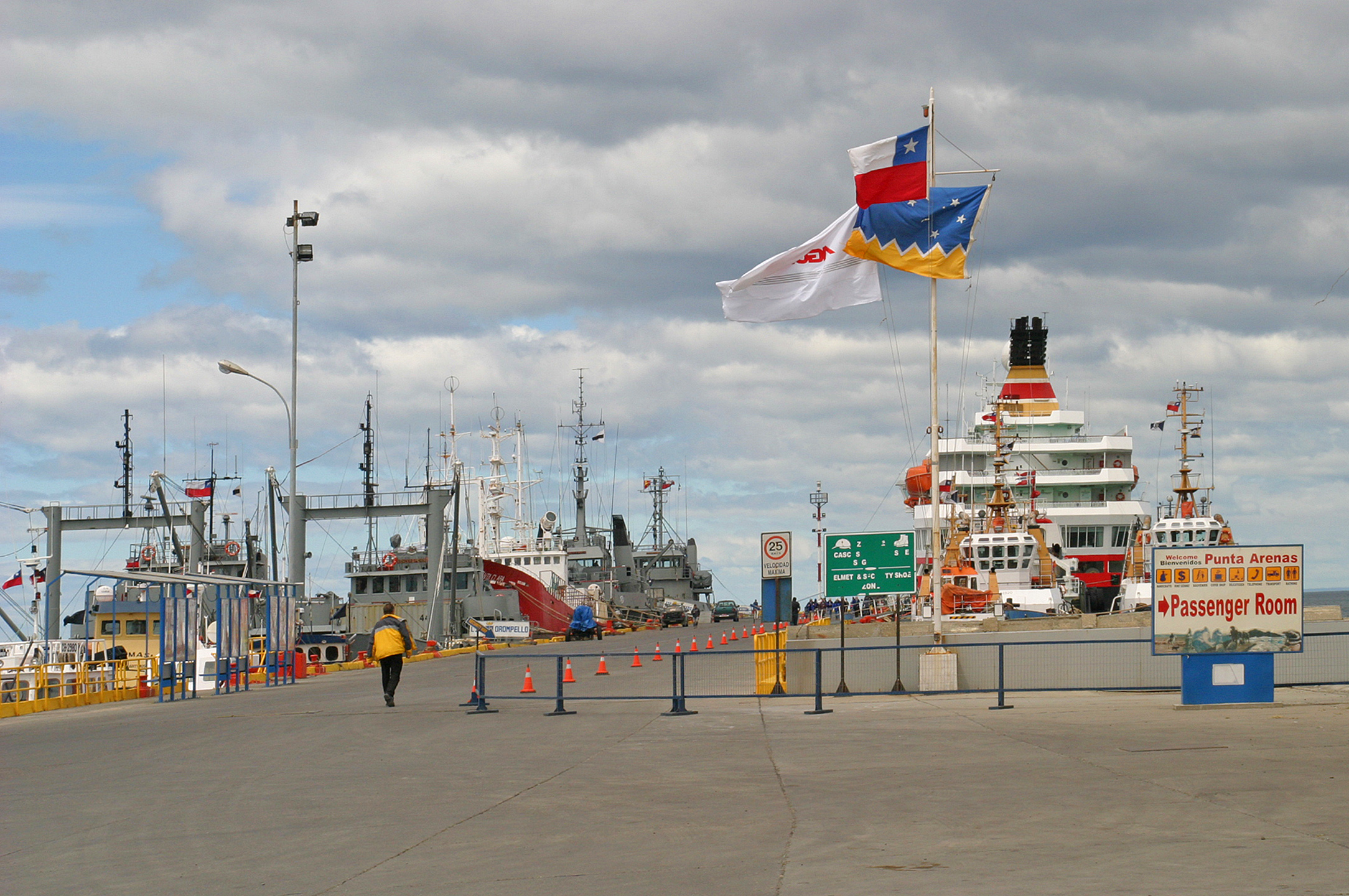

## Actualités du mois

### Jeudi1erdécembre 2005
- Royaume-Uni : après des années de procédure, Rachid Ramda est extradé vers la France pour être jugé dans le cadre des attentats de 1995 à Paris.
- Afrique du Sud, mariage homosexuel : la Cour constitutionnelle déclare que la définition légale du mariage est « incompatible avec la constitution et non valide dans la mesure où elle ne permet pas aux couples de même sexe de bénéficier du statut et des avantages, ainsi que des responsabilités, qu'elle accorde aux couples hétérosexuels ». Dans son arrêt, la cour donne un délai d'un an au Parlement sud-africain pour amender la loi de 1961 sur le mariage et la rendre compatible avec la constitution de 1996.
- France : dans l'affaire d'Outreau, la cour d'assises de Paris acquitte les six accusés, condamnés en première instance et qui avaient interjeté appel. Cette conclusion met fin à quatre années de ce qui s'est avéré un véritable naufrage judiciaire. Plusieurs personnes avaient déjà été acquittées lors du premier procès. Juste après l'énoncé du verdict, le ministre de la Justice, Pascal Clément, a annoncé, au cours d'une conférence de presse, l'ouverture d'une triple enquête sur l'affaire, l'adoption de différentes mesures ainsi que la possibilité de sanctions administratives contre certains acteurs judiciaires de l'affaire.
- France : le ministère français de l'environnement modifie la réglementation concernant les documents officiels de transport des déchets dangereux. Le BSD (bordereau de suivi des déchets) vient notamment remplacer le (bordereau de suivi des déchets industriels).

### Vendredi2 décembre 2005
- Belgique : vote d'une loi à une courte majorité autorisant l'adoption aux couples homosexuels.
- France : le bicentenaire de la bataille d'Austerlitz est célébré sur le lieu même de la bataille à Slavkov u Brna (Austerlitz), près de Brno, en République tchèque en la présence de la ministre de la Défense Michèle Alliot-Marie.
- Italie : le sénateur Cesare Previti, avocat personnel de Silvio Berlusconi, est condamné en appel à cinq ans de prison dans l'affaire de corruption d'un juge, dite SME, pour laquelle le président du Conseil avait obtenu un non-lieu pour prescription.
- Jeu vidéo : sortie de la nouvelle console de Microsoft en Europe : la Xbox 360.

### Samedi3 décembre 2005
- Pakistan : un haut responsable d'Al-Qaïda a été tué jeudi dans le Waziristan, zone pakistanaise tribale limitrophe de l'Afghanistan. Selon les services de renseignements pakistanais, l'Égyptien Hamza Rabia dirigeait le « ministère des affaires étrangères » d'Al-Qaïda. Il avait déjà échappé à une attaque des forces de sécurité pakistanaises le 5 novembre dans la même région.
- Norvège : la Norvège fête la naissance d'un nouveau prince, troisième dans l'ordre de succession au trône, après son père et sa sœur aînée[1].

### Dimanche4 décembre 2005
- Côte d'Ivoire : Charles Konan Banny, gouverneur de la Banque centrale des États de l'Afrique de l'Ouest (BCEAO), est désigné comme Premier ministre de la Côte d'Ivoire par les médiateurs Olusegun Obasanjo, président de l’Union africaine et du Nigeria et Thabo Mbeki, président de l’Afrique du Sud, à l'issue de leur visite à Abidjan.
- Venezuela : les élections législatives vénézuéliennes se sont déroulées dans un climat de forte tension en raison du boycott du scrutin par l'opposition très désunie. Un boycott dénoncé par le président Hugo Chávez, qui parle de coup d'État électoral orchestré par les États-Unis. Seuls 10 % des candidats (556 sur les plus de 5 600 qui s'étaient présentés) se sont officiellement retirés de la course, selon des sources électorales. Quatorze millions d'électeurs ont été appelés à élire 167 députés pour un mandat de cinq ans. Le scrutin est très controversé. Le Mouvement de la cinquième république (MVR), s'attend à remporter la majorité des deux tiers au Parlement, dont l'opposition contrôlait jusqu'ici 79 sièges sur 165.
- Mexique : mort de la chanteuse française Gloria Lasso à l'âge de 83 ans. Elle était connue pour sa voix et ses six mariages.

### Lundi5 décembre 2005
- Irak : Bernard Planche, un ingénieur français travaillant pour l'ONG américaine Aaccess, a été enlevé ce matin par quatre personnes en arme, devant son domicile du quartier de Mansour, à Bagdad. L'enlèvement n'est pas encore revendiqué.
- Mexique : Felipe Calderón sera le candidat du PAN pour la prochaine élection présidentielle.
- France : on apprend l'identité du touriste français tué le vendredi précédent au Niger. Il s'agit de François Ménégoz, médecin grenoblois réputé. Il était âgé de 57 ans et père de trois enfants.
- Royaume-Uni : après les Pays-Bas, la Belgique, et l'Espagne, le Royaume-Uni est le quatrième pays européen à autoriser le mariage homosexuel.
- Irak : l'armée américaine annonce la mort de l'ancien Premier ministre irakien et proche collaborateur de Saddam Hussein, Mohammad Hamza al-Zoubeidi. Il est décédé en prison de mort naturelle le vendredi 2 décembre vers 7 h 30 (heure locale) après s'être plaint de douleur à la poitrine.
- Afrique centrale : un puissant séisme a eu lieu dans la région du lac Tanganyika. Il y a peu de victimes. Son intensité est comprise entre 6,8 et 7,5 sur l'échelle de Richter

### Mardi6 décembre 2005
- Katanga : l'évêque catholique local, Mgr Muteba, dénonce une très grave crise humaine dans le Katanga. La localité de Dubie est prise d'assaut par 5 000 réfugiés venant de Kisele. Mitwaba est un autre foyer de cette catastrophe.
- Mexique : Gloria Lasso, décédée dimanche à l'âge de 83 ans, a été incinérée lundi soir à Cuernavaca, dans le centre du Mexique, à la demande de ses trois filles, a annoncé le service des pompes funèbres de la ville.
- Iran : un avion militaire C-130 iranien, transportant 84 passagers ainsi que dix membres d'équipage, s'est écrasé contre un immeuble d'habitation d'une zone densément peuplée de Téhéran, peu de temps après son décollage. Il n'y a aucun survivant parmi les passagers et membres d'équipage de l'avion. L'accident a également tué au moins 22 habitants de l'immeuble[2].
- Indonésie : des chercheurs du WWF auraient découvert une nouvelle espèce de mammifère carnivore dans la forêt de Bornéo, dans une zone menacée par le projet de la création d'une vaste palmeraie.
- Wikipédia : Le fondateur de l'encyclopédie, Jimmy Wales, décide de bloquer la création de nouvelles pages par des utilisateurs anonymes, sur la version en anglais de Wikipédia, à la suite d'un vandalisme sur la biographie de John Seigenthaler Senior.
- Chine : dans la province du Guangdong, au bourg de Dongzhou (préfecture de Shanwei), la police a ouvert le feu sur des paysans expropriés pour construire une éolienne, causant au moins trois morts. Voir Manifestations de Dongzhou.
- Royaume-Uni : David Cameron est élu nouveau chef du Parti conservateur.

### Mercredi7 décembre 2005
- Royaume-Uni : Margaret Thatcher, 80 ans, a été hospitalisée à Londres après s'être sentie faible en fin d'après-midi, a annoncé le Parti conservateur.
- États-Unis: Rigoberto Alpizar, un passager d'un Boeing 757  de la compagnie American Airlines a été tué par balles alors qu'il venait de descendre précipitamment de l'appareil à l'aéroport de Miami comme lui avait demandé les Federal Air Marshal Service. Cet Américain de 44 ans disait être en possession d'une bombe. L'incident s'est produit alors que le vol 924 venait d'arriver de Medellin en Colombie. L'appareil effectuait une escale à Miami avant de devoir redécoller à destination d'Orlando en Floride. Aucune bombe n'a été retrouvée ni dans le bagage du suspect ni dans ceux des 119 autres passagers et membres d'équipage qui se trouvaient à bord de l'appareil[3].
- Îles Canaries, Espagne : l'ex-général croate Ante Gotovina, recherché pour crimes de guerre pendant la guerre en ex-Yougoslavie, a été arrêté sur l'île de Tenerife. Il est transféré à La Haye pour être déféré devant le TPIY (Tribunal pénal international pour l'ex-Yougoslavie). Son arrestation ne sera rendue publique que le lendemain.
- Turquie: naissance d'Ilias Mohomed Koba Bouraoui.

### Jeudi8 décembre 2005
- Kirghizistan : les policiers de la sécurité routière de Bichkek étaient en grève jeudi pour dénoncer la corruption de leur chef Raïmkoul ououlou Kassymbek, qui accuse en retour ses hommes d'agir de la sorte pour protester contre sa politique de lutte contre... la corruption.
- Indonésie : Le gouvernement indonésien a reçu du laboratoire suisse Roche l'autorisation de produire l'antiviral Tamiflu, susceptible d'être efficace en cas de pandémie de grippe humaine d'origine aviaire.
- Venezuela : les élections législatives de dimanche au Venezuela ont été équitables et transparentes, malgré le boycott par plusieurs partis d'opposition, ont estimé mardi les observateurs électoraux de l'Union européenne, estimant que les critiques et les accusations d'irrégularités de ces partis avaient contribué à la très faible participation.
- Érythrée : les autorités érythréennes ont assuré jeudi n'avoir aucune intention de revenir sur leur décision d'expulser dans les dix jours les membres américains, canadiens, européens et russes de la Mission de l'Onu chargée de surveiller la frontière entre l'Éthiopie et l'Érythrée.
- Zimbabwe : deux foyers de grippe aviaire ont été découverts dans des fermes d'élevage d'autruches du sud du Zimbabwe, où un virus H5 a été détecté, ce qui a entraîné les autorités sanitaires du pays à suspendre les exportations de viande d'autruche et de volailles.
- France : adoption d'une taxe (appelé « contribution de solidarité ») sur le billet d'avion partant de la France (à l'exception de ceux qui font juste escale), destiné à financer la lutte contre certaines maladies dans les pays pauvres (le sida et le paludisme notamment). Ce texte qui est une initiative de Jacques Chirac, a été adopté par 38 voix contre 5, composées du Parti socialiste, d'une partie de l'UMP et de l'UDF et de l'abstention du Parti communiste et des républicains. À la suite d'un amendement, la loi sera évaluée deux ans après son entrée en vigueur pour décider si son application sera prolongée. Sur la base de 60 millions de passagers, cette taxe rapportera 210 millions d'euros par an.
- France : Greenpeace gagne contre Cogema. La Cour de cassation a rejeté hier un pourvoi de Cogema rendant ainsi définitive sa condamnation pour stockage illégal de déchets nucléaires en provenance d'Australie à la Hague (Manche).

### Vendredi9 décembre 2005
- Irlande : grand conflit social. Plus de cent mille personnes sont descendues dans les rues à l'appel de la Confédération des syndicats irlandais. Elles protestaient contre le licenciement de 543 salariés irlandais par la compagnie maritime Irish Ferries qui souhaite remplacer l'ensemble de son personnel navigant, presque entièrement irlandais, par des équipages lettons engagés via une agence de recrutement basée à Chypre.
- Allemagne : le tirage au sort des matchs du premier tour de la coupe du monde de football 2006 a eu lieu vendredi soir.
- Italie : Laure Manaudou a décroché à Trieste, le titre du 800 m, assorti du record du monde, amélioré de plus de deux secondes (8 min 11 s 25, contre 8 min 13 s 35).
- France : l'Ifremer publie un rapport alarmant: la pêche telle qu'elle se pratique actuellement en France n'est pas durable ; les captures des pêcheurs dépassent les capacités naturelles de renouvellement biologique et les mesures de limitation de la pêche décidées par Bruxelles ne suffisent pas à restaurer les ressources. C'est en mer Celtique, au sud de l'Irlande, que la situation est la plus inquiétante, avec huit espèces, non pas menacées de disparition mais qui risquent, à terme, de ne plus être en quantité suffisante pour pouvoir être exploitées.
- Brésil : Eliana Tranchesi, propriétaire du plus grand magasin de luxe d'Amérique latine Daslu, dont l'ouverture à São Paulo avait fait grand bruit en juin 2005, risque jusqu'à 21 ans de prison après avoir été mise en accusation pour fraude fiscale.
- La France fête les cent ans de la loi de séparation des Églises et de l'État, fondation de la laïcité, promulguée en 1905 sous l'impulsion d’Émile Combes, Aristide Briand et Jean Jaurès.

### Samedi10 décembre 2005
- Nigéria : 106 passagers d'un avion de ligne nigérian et des civils au sol ont péri, lors du crash, suivi d'un incendie, de leur avion, un DC-9, à l'aéroport de Port Harcourt, dans le Sud du pays.
- États-Unis : mort de l'acteur et comique américain Richard Pryor, dans la nuit de vendredi à samedi à l'âge de 65 ans, d'une attaque cardiaque.

### Dimanche11 décembre 2005
- Royaume-Uni : séries d'explosions au terminal pétrolier de Buncefield, le 11 décembre 2005[4].
- Australie : émeutes à Cronulla, dans la banlieue de Sydney.

### Lundi12 décembre 2005
- Australie : deuxième nuit d'émeutes à Sydney[5].
- Chine : la police a ouvert le feu sur des manifestants[6].
- France : la pétition française EUCD.INFO contre le projet de loi DADVSI dépasse les 68 000 signatures[7].
- Assassinat du journaliste libanais Gébrane Tuéni, fils de Ghassan Tuéni.

### Mardi13 décembre 2005
- États-Unis, Californie : exécution, à la prison de Saint-Quentin, près de San Francisco, aux États-Unis, du cofondateur du gang américain Crips : Stanley Williams[8].
- Le célèbre écrivain satirique de Science-fiction, Robert Sheckley est décédé le 9 décembre à l'âge de 77 ans.
- États-Unis, Montana : dans Le Glacier National Park, seulement 27 mammouths subsistent dans le glacier contre 150 quand le parc fut créé.

### Mercredi14 décembre 2005
- France : EDF reconnait la défaillance possible des systèmes de refroidissement de 34 réacteurs nucléaires
- Tanzanie : l'ancien ministre des Affaires étrangères, Jakaya Kikwete, candidat du Chama cha Mapinduzi (CCM) remporte l'élection présidentielle avec 80,3 % des voix.

### Jeudi15 décembre 2005
- Iran : Zabihollah Mahrami, 59 ans, père de quatre enfants, est mort dans sa cellule pour des raisons inconnues. Il purgeait une peine de prison à vie pour crime d’apostasie. Sa peine de mort avait été commuée en 1999 face aux pressions de la communauté internationale, notamment celles de l’Union européenne.  Son seul crime était d’appartenir au bahaïsme, religion non reconnue par le régime iranien.

- Cisjordanie : lancement d'une liste dissidente du Fatah par Marouane Barghouti : Al-Moustaqbal (futur en arabe).
- Québec : le gouvernement de Jean Charest met fin aux négociations avec les syndiqués des secteurs public et parapublic et convoque l'Assemblée nationale en session extraordinaire pour faire adopter une loi d'exception décrétant les nouvelles conditions de travail.
- L'Union européenne avait en fait secrètement permis dès 2003 aux États-Unis d'utiliser certains de ses aéroports dans le cadre de la lutte contre le terrorisme pour le transit de prisonniers[9].
- Canada : débat télévisé entre Paul Martin du Parti libéral du Canada, Stephen Harper du Parti conservateur du Canada, Gilles Duceppe du Bloc québécois et Jack Layton du Nouveau Parti démocratique du Canada dans le cadre de la campagne électorale qui se déroule jusqu'aux élections générales fédérales du 23 janvier.
- ONU : Création d'un fonds d'urgence humanitaire qui permettra de réagir plus vite en cas de catastrophe naturelle ou de crise
- Irak : élection législative, 7 655 candidats de 231 listes ont fait campagne pour les 275 sièges du Parlement. Contrairement aux élections de janvier dernier, la minorité sunnite participe cette fois aux élections.
- Chine : Han Guizhi, l'ancienne secrétaire déléguée du Parti communiste dans la province de Heilongjiang, jugée coupable par un tribunal de Pékin d'avoir accepté des pots-de-vin d'un montant de sept millions de yuans— soit 730 000 euros — entre 1992 et 2002, est condamnée à la peine de mort dans un délai de deux ans. D'ordinaire, ces peines sont transformées en réclusion à perpétuité si les condamnés font preuve de repentir.

### Vendredi16 décembre 2005
- Irak : la Bulgarie entame son retrait militaire d'Irak et le rapatriement de ses 334 fantassins. L'ensemble du contingent sera de retour en Bulgarie au 31 décembre selon Vladislav Prelezov, porte parole du ministère de la Défense.
- Russie : Le parquet russe inquiet du stockage de matière radioactive dans un dépôt d'une entreprise publique en ruine à Grozny.
- Russie : une explosion s'est produite non loin de la centrale nucléaire de Saint-Pétersbourg dans le nord-ouest du pays, mais loin des réacteurs et sans entraîner une hausse de radioactivité, selon les autorités russes.
- France : un élève de 18 ans du lycée d'enseignement professionnel Louis-Blériot à Étampes dans l'Essonne a grièvement blessé une professeur d'arts appliqués. Le ministre de l’Éducation nationale, Gilles de Robien s'est rendu sur place dans l'après-midi.
- États-Unis : la revue Science publie des recherches sur le poisson zèbre permettant de constater que la couleur de la peau résulte de mutations du gène slc24a5.

### Samedi17 décembre 2005
- Québec : mort de Marc Favreau, à l'âge de 76 ans à la suite d'un cancer. Le comédien québécois est devenu célèbre en créant un personnage nommé Sol.
- Bolivie : Evo Morales favori de la présidentielle. Si la victoire d'Evo Morales à la présidentielle se confirmait, la Bolivie et ses réserves de gaz naturel, les plus importantes d'Amérique du Sud après celles du Venezuela, passeraient dans le camp de la "révolution bolivarienne" lancée par Hugo Chávez avec l'appui de Fidel Castro.
- Argentine : le président argentin Néstor Kirchner annonce le remboursement par anticipation de la dette argentine vis-à-vis du Fonds monétaire international, même si les économistes se montrent plus sceptiques.
- Équateur: Maria Esther de Capovilla, née le 14 septembre 1889, devient la doyenne de l'humanité.
- Union européenne : les dirigeants politiques des pays de l'Union européenne (UE) ont réussi après plusieurs mois de difficiles tractations, à trouver un terrain d'entente sur le budget 2007-2013 de l'UE. C'est principalement à la suite de l'acceptation de Tony Blair de renoncer à 10,5 milliards d'euros de son rabais et à augmenter le montant total du budget de l'UE à 1,045 % du PIB des 27 (les 25 membres de l'UE plus la Bulgarie et la Roumanie). En contrepartie, il y aura une « révision exhaustive et large » de l'ensemble du budget vers 2008-2009. Chose que la France ne voulait pas, car cela ouvrait la possibilité d'une réduction des aides agricoles de la politique agricole commune (PAC).
- Union européenne : juste après l'accord sur le budget de l'Union européenne (UE), la Macédoine a obtenu le statut de candidat officiel à une adhésion à l'UE.

### Dimanche18 décembre 2005
- Colombie: à Santa Marta, le  président colombien Uribe a dénoncé le complot contre Hugo Chávez préparé par d'anciens militaires vénézuéliens qui ont demandé l’asile politique en Colombie.
- Tanzanie : Jakaya Kikwete, candidat à l'élection présidentielle du parti au pouvoir en Tanzanie depuis 1961, a remporté sans surprise l'élection organisée mercredi, succédant ainsi à Benjamin Mkapa.
- Bolivie : élection présidentielle bolivienne
- République démocratique du Congo : le projet de Constitution de mai 2005 de la République est accepté par le peuple congolais par référendum du 18 et 19 décembre.

### Lundi19 décembre 2005
- Israël : Ariel Sharon a été hospitalisé à la suite d'une légère attaque cérébrale.
- Bolivie : Evo Morales est le premier président amérindien. Il est aymara et élu président de Bolivie avec 54,1 % des voix au premier tour, il compte mener une politique socialiste et donc anti-américaine en rupture avec ses prédécesseurs.

### Mardi20 décembre 2005
- Algérie : la façade de l'hôtel Hadika, un bâtiment construit vers 1860 proche du théâtre national algérien à Alger s'est effondrée, provoquant la mort de huit personnes (six hommes, une femme et un enfant).
- Israël : Benyamin Netanyahou sera le candidat du Likoud au poste de premier ministre lors des élections législatives du 28 mars.
- New York, États-Unis : la Transport Workers Union (TWU), a rejeté une offre du Metropolitan Transportation Authority (MTA) lundi soir peu avant minuit. Trois heures plus tard, le syndicat a appelé ses 34 000 membres à cesser le travail, entraînant l'arrêt complet du réseau de transports, qui achemine sept millions de passagers chaque jour. La dernière grève de ce genre, qui remonte à 1980, avait duré onze jours.
- Pennsylvanie, États-Unis : le jugement par la cour de district du district central de Pennsylvanie dans l'affaire Kitzmiller v. Dover Area School, établit inconstitutionnel l'enseignement dans les cours de sciences de la théorie du design intelligent, comme une alternative à la théorie de Darwin, et ce dans les public schools.
- Nations unies : le Conseil de sécurité des Nations unies créé une commission de consolidation de la paix, chargée d'aider les pays sortant d'un conflit armée à ne pas retomber dans la violence. Le président de l'Assemblée générale des Nations unies, Jan Eliasson, a salué sa création et pour lui c'est « la meilleure chance de renverser la tendance » qui fait que « la moitié des pays émergeant d'un conflit sombrent de nouveau dans la violence dans les cinq années qui suivent ». Il y a cependant quelques problèmes à la mise en place de la commission, notamment à la suite des critiques de l'ambassadeur américain John R. Bolton qui désirent l'établissement d'un conseil des droits de l'homme crédible et un bureau d'éthique pour lutter contre la corruption.

### Mercredi21 décembre 2005
- Sibérie : des milliers d'ouvriers, des Chinois et des Russes, ont achevé à l'aube un  barrage de sable et de ferraille de trois cents mètres de long en amont de la ville de Khabarovsk (Extrême-Orient russe), à l'approche de la nappe polluante de benzène venue de Chine.
- France : la Fédération internationale des ligues des droits de l'homme (FIDH) a porté plainte dans l'affaire des vols secrets de la CIA en Europe
- Tanzanie : le président élu tanzanien Jakaya Kikwete a prêté serment pour un mandat de cinq ans, au cours duquel il promet d'atténuer la pauvreté mais aussi d'apaiser les tensions à Zanzibar.
- L'Ouganda a été jugé responsable lundi par la Cour internationale de justice de meurtres, de torture et de traitement cruel de civils en République démocratique du Congo à la fin des années 1990.

### Jeudi22 décembre 2005
- La cour suprême du Canada légalise les clubs échangistes.
- Bolivie : un canular monté par la radio catalane Cadena COPE a provoqué un incident diplomatique entre l'Espagne et la Bolivie. Le journaliste-imitateur de la Cope s'était fait passer pour M. Zapatero auprès d'Evo Morales le félicitant pour sa récente victoire.
- Nouvelle-Zélande : 123 globicéphales se sont échouées sur une plage de l'île du Sud, des volontaires étaient sur place pour les secourir.
- Libye : la chanteuse d'origine bulgare Sylvie Vartan lance « un appel humain » au chef d'État libyen Mouammar Kadhafi pour qu'il gracie les cinq infirmières bulgares et le médecin palestinien condamnés à mort dans son pays[10].
- Liberia : Weah accepte la victoire de Johnson-Sirleaf élection présidentielle de novembre au Liberia.
- New York : 3e et dernier jour de grève des transports en commun de New York 2005
- ONU : urgence humanitaire dans le sud de la Somalie. 2 millions de personnes sont en danger, selon la FAO à la suite d'une mauvaise récolte céréalière en juillet dernier, les conditions climatiques exécrables et la pénurie d'eau et de fourrage, qui conduisent le bétail à mourir de faim.

### Vendredi23 décembre 2005
- Justice : l'Italie lance un mandat d'arrêt européen pour enlèvement contre 22 agents supposés de la CIA.
- Belgique : le corps, dans un état de décomposition avancée, trouvé la semaine dernière dans le canal à Bruxelles, a été identifié grâce à l'analyse ADN. Il s'agissait de l'ex-ministre rwandais Juvénal Uwilingiyimana qui craignait pour sa sécurité en coopérant avec le tribunal pénal international et était accusé de participation au génocide au Rwanda de 1994.  Il habitait Anderlecht et avait disparu le 21 novembre dernier.

### Samedi24 décembre 2005
- Russie : Léon Kanhem, un étudiant camerounais de 28 ans, vivant depuis trois mois en Russie, a été poignardé à mort en pleine rue par des jeunes Russes. Les six jeunes, âgés de seize à vingt ans, selon la police, avaient ensuite grièvement blessé d'un coup de couteau au ventre un étudiant originaire du Kenya qui a été hospitalisé.
- Égypte : le principal opposant égyptien, le jeune avocat Ayman Nour (41 ans), près d'un an après sa fulgurante ascension politique — il était arrivé second à la première élection présidentielle multipartite organisée en Égypte, le 9 septembre 2005 — , est condamné à cinq années de prison ferme, officiellement pour « falsification de documents officiels » lors de la création de son parti « Al-Ghad » (Demain). En fait, il semblerait que ce soit son hostilité à l'égard de la famille du président Hosni Moubarak qui l'ait conduit derrière les barreaux.

### Dimanche25 décembre 2005
- Vatican : dans son premier message de Noël, adressé au monde, depuis le balcon de la basilique Saint-Pierre, le pape Benoît XVI appelle l'humanité du 3e millénaire à un réveil spirituel, sans lequel a-t-il dit « l'homme de l'ère technologique risque d'être victime des succès même de son intelligence ».
- Palestine : Mahmoud Abbas, président de l'Autorité palestinienne, assiste à la messe de Noël, dans la basilique de la Nativité à Bethléem, alors que son prédécesseur, Yasser Arafat, en avait été empêché par Israël depuis 2001.
- Sri Lanka : Joseph Parajasingham (71 ans), un député tamoul proche des rebelles (les Tigres tamouls), est tué par balles par des tireurs non identifiés, lors de la messe de Noël dans une église de Batticalasa, dans l'Est de l'île.
- Guatemala : cinq enfants sont morts le matin de Noël dans un incendie provoqué par un feu d'artifice dans un quartier pauvre de la capitale.

### Lundi26 décembre 2005
- Argentine : des paléontologues argentins ont découvert les restes d'un jeune titanosaure de dix mètres de long, presque complet pendant une exploration sismique de la compagnie pétrolière allemande Wintershall Energy, dans la zone nord de la province de Neuquen. Il vécut il y a 71 millions d'années dans le Nord-Ouest de la Patagonie (sud).
- France : un bug informatique paralyse l'entreprise française La Française des jeux.
- France : le quotidien Le Monde révèle que le gouvernement apporte la touche finale à un projet de « prêts hypothécaires rechargeables » pour relancer la consommation.
- Haïti : un casque bleu jordanien de l'ONU a été tué lors d'une patrouille dans le bidonville de Cité Soleil à Port-au-Prince. C'est le 7e casque bleu tué depuis juin 2004. Il y a 1 500 Jordaniens sur 7 600 casques bleus stationnés en Haïti.
- La cour suprême libyenne a annulé dimanche la condamnation à mort de cinq infirmières bulgares et d'un médecin palestinien, jugés coupables d'avoir inoculé le virus du sida à 426 enfants libyens, dont 51 sont morts, dans un hôpital de Benghazi, dans le Nord-Est de la Libye.

### Mardi27 décembre 2005
- Côte d'Ivoire : la rébellion ivoirienne des Forces nouvelles (FN) menace, de ne pas siéger dans le gouvernement de transition dirigé par Charles Konan Banny si le Front populaire ivoirien (FPI) du président Laurent Gbagbo obtenait les trois ministères des Finances, de la Défense et de la Sécurité.
- Espagne : un sixième doigt (sésamoïde radial) semblable à celui du panda a été découvert sur un fossile de Simocyon batalleri, petit carnivore, lointain ancêtre du petit panda.
- France : Publication d'une étude du ministère de l'Emploi et de la Santé sur l'« allocation personnelle d'autonomie » (APA), selon laquelle 911 000 personnes bénéficiaient de cette aide au 30 septembre 2005, soit une progression de 7 % en un an. 59 % des allocataires vivent à domicile et 44 % sont âgés de 85 ans et plus. Le montant moyen de cette aide était de 483 € par mois à cette même date, avec un maximum de 913 €.
- Pologne: Varsovie maintient ses soldats en Irak jusqu'à fin 2006.
- Roumanie: un nouveau foyer de grippe aviaire a été mis en évidence.
- Russie : le patriarcat de Moscou, instance supérieure de l'Église orthodoxe russe annonce, à l'issue d'un synode réuni à Moscou, et présidé par Alexis II, la suspension de ses relations avec l'Église évangélique luthérienne suédoise, reprochant à celle-ci sa décision de bénir des mariages homosexuels ce qui, selon le communiqué du patriarcat, serait « en contradiction avec le concept biblique de famille et de mariage », le communiqué ajoutant que « les témoignages des Saintes Écritures » ne laisseraient « aucun doute sur le fait que l'homosexualité soit un péché et une déviation ». Le communiqué conclut en affirmant que l'innovation que représente le mariage homosexuel saperait « les fondements moraux de la civilisation européenne » et infligerait des « dommages irréparables à son influence spirituelle dans le monde ».

### Mercredi28 décembre 2005
- Canada : un scandale de délit d'initié éclabousse le ministère des Finances du Canada, mais plus particulièrement le ministre Ralph Goodale et le Parti libéral du Canada, en pleine campagne électorale.
- L'Algérie a demandé à la France de présenter ses excuses pour les crimes commis pendant la période coloniale, afin de renforcer les liens entre les deux pays. « Nous sommes favorables à l'établissement de relations privilégiées entre les Algériens et les Français. Mais ces relations ne doivent pas se construire au détriment de la mémoire algérienne », a déclaré à la radio Abdelaziz Belkhadem.
- Yémen : l'ancien secrétaire d'État allemand aux Affaires étrangères Jürgen Chrobog, son épouse et ses trois enfants ont été enlevés, selon les autorités locales. Un ravisseur a averti que leurs vies seraient en danger si le Yémen recourait à la force pour les libérer. Le ministère allemand des Affaires étrangères a déclaré pour sa part que Jürgen Chrobog et quatre membres de sa famille avaient disparu depuis le 24 décembre.
- Kazakhstan : mise en orbite réussie, à 23 000 km d'altitude, depuis le centre spatial russe de Baïkonour, du premier satellite du projet européen de navigation par satellites Galileo, qui doit permettre à l'Europe de s'affranchir du GPS américain, et devrait être opérationnel en 2010.
- Irak : les ravisseurs de l'otage français Bernard Planche, enlevé à Bagdad le 5 décembre, menacent de le tuer si la France ne met pas fin à sa présence « illégitime » dans le pays.
- Chine : selon une étude récente de l'Administration d'État de protection de l'environnement (Sepa), 90 % des eaux souterraines des villes chinoises sont pollués par des polluants organiques et inorganiques. Or celles-ci fournissent près de 70 % de l'eau potable des 1,3 milliard de Chinois. Cette pollution concerne surtout les villes du nord.
- Irak : neuf morts lors de la tentative d'évasion d'une prison à Bagdad.
- Russie : la commission qui enquête sur le drame de Beslan accuse les autorités locales.
- France : sortie sur les écrans français du film de la réalisatrice marocaine Yasmine Kassari: L'Enfant endormi, avec Mounia Osfour.

### Jeudi29 décembre 2005
- Israël : un kamikaze palestinien s'est fait exploser près d'un barrage de l'armée israélienne dans le Nord de la Cisjordanie, tuant un Israélien et trois Palestiniens.
- Irak : un kamikaze s'est fait exploser dans une rue située à proximité du ministère de l'Intérieur à Bagdad, tuant quatre policiers et blessant quatre autres. Des hommes armés ont par ailleurs assassiné un chauffeur irakien travaillant pour une compagnie française dans la capitale.

### Vendredi30 décembre 2005
- Nouvelle-Calédonie : depuis le 25 décembre 2005, un gigantesque incendie se propage sur le territoire des communes du Mont-Dore et de Dumbéa dans le sud de la Grande Terre. Plus de 3 000 ha ont été parcourus. Il menace à présent les réserves naturelles des Monts-Koghis, de la Rivière Blanche et de la Montagne des Sources.
- Irak : la famille de l'otage Français Bernard Planche a appelé à la libération de ce dernier dans un message diffusé, tôt ce matin, sur la chaine Al-Arabiya.
- France : 81 départements ont été placés en vigilance orange, soit une très grande partie du pays, la quasi-totalité. Il faut donc éviter de sortir sa voiture du garage lorsque cela est évitable. Les régions concernées sont : Alsace, Auvergne, Basse-Normandie, Bourgogne, Centre, Champagne-Ardenne, Franche-Comté, Haute-Normandie, Île-de-France, Limousin, Lorraine, Midi-Pyrénées, Nord-Pas-de-Calais, Pays de la Loire, Picardie, Poitou-Charentes et Rhône-Alpes, ainsi que les départements des Côtes-d'Armor, de Dordogne, de Gironde, d'Ille-et-Vilaine, des Landes, de Lot-et-Garonne et du Morbihan. Des perturbations dues au froid sur le réseau SNCF, notamment sur le TGV Atlantique ont entraînées d'importants retards (jusqu'à sept heures)
- Haïti : les autorités haïtiennes annoncent un nouveau report des élections présidentielle et parlementaires, illustrant les difficultés de Haïti à retrouver une stabilité, près de deux ans après la chute du président Jean Bertrand Aristide. Les élections, initialement programmées pour le 13 novembre ont déjà été reportées à trois reprises. La dernière date fixée était le 8 janvier. Cette crise électorale pourrait devenir une crise politique, alors que la contestation antigouvernementale monte.

### Samedi31 décembre 2005
- France : après le rejet par le juge des référés du tribunal administratif de Paris des requêtes de quatre associations — Greenpeace, l'Association nationale des victimes de l'amiante (ANDEVA), Ban Asbestos et le Comité anti-amiante —, qui s'opposaient à l'appareillage de l'ancien porte-avions pour le chantier d'Alang, en Inde où il doit être désamianté et démantelé, le Clemenceau, a appareillé sans encombre vers 10h du matin dans le port de Toulon, encadré par un dispositif de sécurité mis en place par la préfecture maritime. Il était harnaché à quatre remorqueurs de la Marine nationale. Une fois au large, un seul d'entre eux, la Carangue, doit le prendre en charge et l'amener en haute mer avant de le remettre au remorqueur de la société SDI, chargée du désamiantage du vaisseau. Le convoi doit être escorté jusqu'en Inde. Cette escorte sera assurée à une vitesse de cinq nœuds (environ 9 km/h) jusqu'au canal de Suez par la frégate Aconit. Un autre navire de guerre français prendra le relais au sortir du canal. Le voyage doit durer deux mois.
- Palestine : le Jihad islamique et plusieurs factions armées liées au Fatah, le mouvement du président de l'Autorité palestinienne Mahmoud Abbas, déclarent, à quelques heures de l'expiration de la trêve des attaques contre Israël, négociée en mars au Caire, qu'ils ne la reconduiraient pas forcément en 2006.
- États-Unis : les inondations touche la région viticole de la Californie. L'eau a envahi les rues de certaines villes, en particulier à Napa où 4 000 personnes au moins ont dû être évacuées et où certaines maisons ont été endommagées par des coulées de boue.